# العلاج النفسي الايجابي

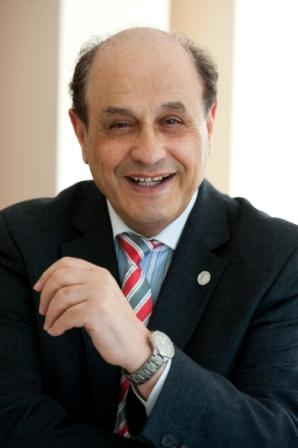
الطبيب نصرت بيسيشكيان

العلاج النفسي الإيجابي (بالإنجليزية: Positive psychotherapy)‏ طريقة علاج نفسي طورها الطبيب النفسي (نصرت بيسيشكيان) وزملاؤه في ألمانيا بداية عام 1968، ويمكن تسميته علاج نفسي ديناميكي إنساني، يعمل على تصوير إيجابي للطبيعة البشرية. ويركز العلاج النفسي الإيجابي على تعزيز المشاعر الإيجابية ومشاركة المرضى بدلًا من استهداف أعراض الاكتئاب. يعد علم النفس الايجابي [1] طريقة تكاملية تتضمن عناصر إنسانية ونظامية وديناميكية نفسية وعناصر العلاج المعرفي السلوكيCBT. توجد اليوم مراكز ودورات تدريبية في نحو عشرين بلدا حول العالم. لا يمكن الخلط بينه وبين علم النفس الايجابي.[2]

## البدايات
كان مؤسس العلاج النفسي الإيجابي (نصرت بيسيشكيان) (2010-1933)، طبيبًا نفسيًا ألمانيًا إيرانيّ المولد، وطبيب أعصاب ومعالجًا نفسيًا. تأثر في أواخر الستينيات، وأوائل السبعينيات بمصادر وأشخاص مختلفة:
- روح ذلك الوقت، التي أوجدت علم النفس الإنساني وتطوراته اللاحقة.
- لقاءاته الشخصية مع معالجين نفسيين وأطباء بارزين، مثل: فيكتور فرانكل، وجاكوب إل. مورينو، وهاينريش مينج،[3] وآخرين.

- التعاليم الإنسانية وفضائل الدين البهائي.
- من خلال البحث على الطريقة التكاملية وخاصة المشاكل بين المحللين النفسيين والمعالجين للسلوكيات في ذلك الوقت.
- الاعتماد على الملاحظات عبر الثقافات لأكثر من عشرين ثقافة، والبحث على طرق تكاملية تراعي الثقافة.

## مصطلح «الإيجابي»
سميت الطريقة (بالتحليل التفاضلي) حتى عام 1977، عندها، نشر نصرت بيسيشكيان عمله (العلاج النفسي الإيجابي) [4]باللغة الإنجليزية باسم (العلاج النفسي الإيجابي) [5]في عام 1987. اشتق مصطلح (إيجابي) من التعبير لاتيني الأصل positum or positivus والذي يعني الفعلي، الحقيقي، الملموس.
الهدف من العلاج النفسي الإيجابي والمعالجين النفسيين الإيجابيين هو مساعدة المريض على رؤية قدرته وقوته وموارده وإمكانياته.
الخصائص الأساسية:

## طريقة العلاج النفسي التكاملي
الطريقة الديناميكية النفسية الإنسانية
نظام علاجي متماسك ومتكامل
طريقة قصيرة المدى متحورة حول الصراع
طريقة حساسة للثقافة
استخدام القصص والحكايات والحكم
التدخلات والتقنيات المبتكرة.
تطبيق العلاج النفسي والتخصصات الطبية الأخرى والاستشارة والتعليم والوقاية والإدارة والتدريب.
المبادئ الرئيسية:
المبادئ الرئيسية الثلاث للعلاج النفسي الإيجابي هي:
مبدأ الأمل
مبدأ التوازن
مبدأ الاستشارة
يشير مبدأ الأمل إلى إن المعالج يريد مساعدة المريض على فهم ورؤية معنى وهدف اضطرابه وصراعه. ووفقًا لذلك، إعادة تفسير الاضطراب بطريقة ''إيجابية''.
بعض الأمثلة:
اضطراب النوم هو القدرة على الانتباه والتغلب على قلة النوم.
الاكتئاب: هو القدرة على التفاعل بأعمق عاطفة مع الصراعات.
الفصام: هو القدرة على العيش في عالمين في الوقت نفسه أو العيش في عالم خيالي.
فقدان الشهية العصبي: هو القدرة على التعايش مع وجبات قليلة، والتعرف على جوع العالم.
من خلال هذه النظرية الإيجابية، يصبح تغيير وجهة النظر ممكنًا، ليس فقط للمريض، لبيئته أيضًا. إن للأمراض وظيفة رمزية يجب أن يعترف بها كل من المعالج والمريض، يتعلم المريض أن أعراض المرض هي إشارات لإعادة خصائص حياته الأربع إلى توازن جديد.
مبدأ التوازن: على الرغم من الاختلافات الاجتماعية والثقافية وخصائص كل شخص بشري، يمكن ملاحظة أنه في أثناء المشكلات، يشير جميع الناس إلى أشكال نموذجية للتكيف. يوضح (توماس كورنبيش):[6] "شكّل نصرت بيسيشكيان مع نموذج التوازن للعلاج النفسي الإيجابي (النهج المعلنهاصر المبتكلنر للعلاج النفسي الديناميكي) نموذجًا حيًا للتغلب على الصراعات في الثقافات المختلفة".
وفقًا لنموذج التوازن، فإن مجالات الحياة الأربعة هي: 1-الجسم/الصحة، النفسية الجسدية.
2-الإنجاز/العمل، عوامل الإجهاد.
3-الاتصال/العلاقات، الاكتئاب.
4-المستقبل/الغرض من معنى الحياة، والمخاوف والفوبيا.
على الرغم أن هذه النطاقات الأربع متأصلة لدى جميع الناس، فإن التركيز في نصف الكرة الغربي ينصب في كثير من الأحيان على مجالات الجسم/ الحواس والمهنة/ الإنجاز على عكس نصف الكرة الشرقي حيث تتواصل المناطق والخيال والمستقبل (الجانب العابر للثقافات من العلاج النفسي الإيجابي). يعد الافتقار إلى الاتصال والخيال، من الأسباب العديدة للأمراض النفسية الجسدية.
كل شخص يطور تفضيلاته الخاصة وكيفية التعامل مع النزاعات التي تحدث، من خلال الوضع أحادي الجانب لحل الصراع وتصبح الأوضاع الأخرى محجوبه، يجري وصف محتويات النزاع مثل (الالتزام بالمواعيد، والنظام، والأدب، والثقة، والوقت، والصبر) من حيث القدرات الأولية والثانوية، بناءً على القدرات الأساسية للمحبة والمعرفة. يمكن اعتباره تميزًا من حيث المحتوى
تمثل المراحل الخمس للعلاج النفسي الإيجابي مفهومًا يرتبط فيه العلاج والمساعدة الذاتية ارتباطًا وثيقًا، يتم إبلاغ المريض والأسرة معًا بالمرض والحل الفردي له.
الخطوة الأولى: التباعد، الإدراك، القدرة على التعبير عن الرغبة والمشاكل.
الخطوة الثانية: إجراء الجرد (القدرات المعرفية: والأحداث في أواخر 5 إلى 10 سنوات).
الخطوة الثالثة: التشجيع الظرفي، المساعدة الذاتية وتفعيل الموارد للمريض، القدرة على استخدام النجاحات السابقة في حل النزاعات.
الخطوة الرابعة: النطق، القدرات التواصلية، القدرة على التعبير عن النزاعات والمشاكل العالقة في الصفات الأربع للحياة.
الخطوة الخامسة: توسيع الأهداف، من أجل استحضار التوجه التطلعي في الحياة بعد حل المشاكل، يسأل المريض: ماذا تريد أن تفعل، عندما لا تبقى هناك مشكلات أخرى؟ ما هي أهدافك؟ للسنوات الخمس القادمة؟